# 2479 Соданкюля
2479 Соданкюля (2479 Sodankylä) — астероїд головного поясу, відкритий 6 лютого 1942 року.
Тіссеранів параметр щодо Юпітера — 3,505.
Названо на честь общини у Фінляндії Соданкюля (фін. Sodankylä).